# 빅 사이크
빅 사이크(Big Syke, 1968년 11월 22일 ~ 2016년 12월 5일)는 미국의 랩퍼이다. 힙합 그룹 'Evil Minded Gangstas'의 멤버였다.